# (29594) 1998 GK8
1998 جي كي 8 (ويعرف أيضًا باسم (29594) 1998 جي كي 8 وفق تسمية الكوكب الصغير) (بالإنجليزية: 1998 GK8)‏ هو كويكب ضمن حزام الكويكبات؛ وترتيبه 29594 من حيث الاكتشاف.
اكتُشف هذا الجُرم الفلكي بواسطة بحث لنكولن عن الكويكبات القريبة من الأرض في 2 أبريل 1998.

## وصلات خارجية
- (29594) 1998 GK8 في قاعدة بيانات مختبر الدفع النفاث لأجرام النظام الشمسي الصغيرة

- الاكتشاف · مخطط المدار ·  العناصر المدارية · المعلمات المادية

- (29594) 1998 GK8 على موقع ويكي سكاي: DSS2, SDSS, GALEX, IRAS, Hydrogen α, X-Ray, Astrophoto, Sky Map, Articles and images